# Burg Muremois

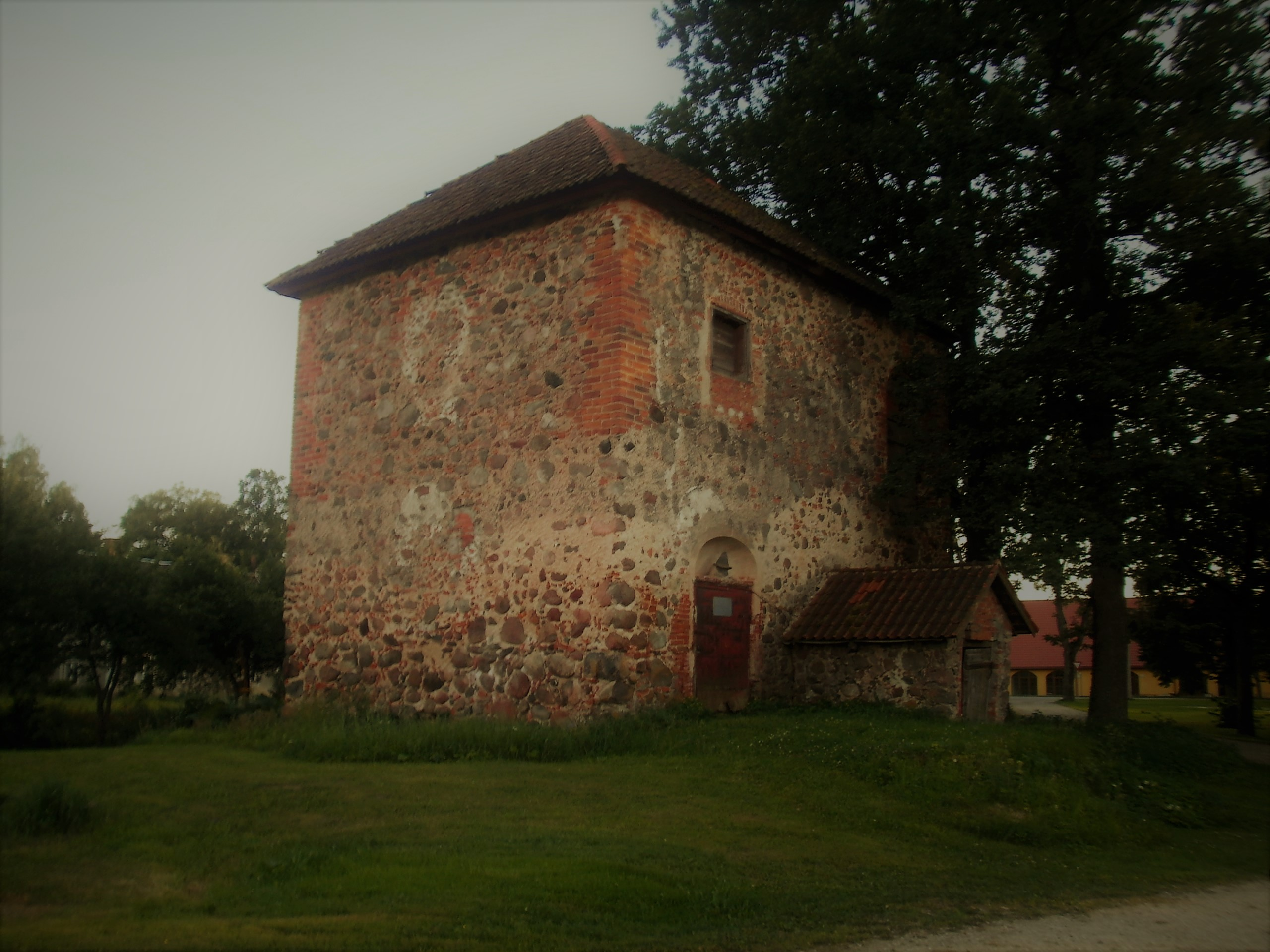
Burg Muremois

Burg Muremois (lettisch Mūrmuižas nocietinātais tornis) war eine Vasallenburg in Mūrmuiža südlich von Wolmar in Mittellivland im heutigen Lettland.

## Geschichte
Das Feste Haus wurde möglicherweise von  Johann von Bockhorst Mitte des 16. Jahrhunderts errichtet. Rundbogenportale im Obergeschoss und Reste von Renaissancemalereien deuten auf diese Bauzeit hin. Jedoch ist der Bau erst 1601 erstmals schriftlich erwähnt, damals als Besitz der Bockhorst. 1702 brannte das Gut im Großen Nordischen Krieg aus. 1793 wurde es den Erben des Generalbarons Johann Möller-Sakomelski übergeben. 1798 wurde es für 44.000 Taler an Generalleutnant Magnus Johann von Lilienfeld verkauft.
Im 18.–19. Jahrhundert entstand eine neue Gutsbebauung und das Gebäude wurde als Getreidespeicher genutzt.

## Baubestand
Erhalten sind die Außenmauern eines zweigeschossigen Baus auf rechteckigem Grundriss mit Keller. Der Bau ist aus Feldstein errichtet, bauliche Details sind mit Backstein gestaltet. Der Wohnraum im Erdgeschoss hatte einen Kamin und Zugang zum Keller. Im Obergeschoss befand sich vermutlich eine Kapelle mit rundem Fenster in der Ostmauer, breiten Nischen in den Seitenwänden und einem separaten Eingang mit rundbogig abgeschlossenem Portal an der Nordseite, zu dem eine Außentreppe führte.